# Антьє Франк
Антьє Франк (нім. Antje Frank, 5 червня 1968) — німецька академічна веслувальниця.
Бронзова призерка Олімпійських Ігор 1992 року в складі розпашної четвірки без стернової.
Бронзова призерка Чемпіонату світу 1990 року в складі розпашної четвірки без стернової.